# Murusraptor
Murusraptor barrosiensis
Genre
Espèce
Murusraptor est un genre éteint de dinosaures théropodes de la famille des Megaraptoridae  ayant vécu au Crétacé supérieur.
L'unique espèce du genre, Murusraptor barrosiensis, est connue à partir de restes fossiles découverts en Argentine, dans la formation géologique de Sierra Barrosa.